# Ludwig Wolf (Zeichner)

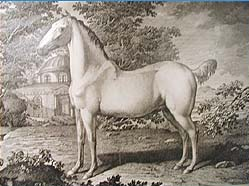
Condé, Leibreitpferd Friedrichs des Großen

Ulrich Ludwig Friedrich Wolf, auch Wolff (* 27. Juli 1776 in Berlin; † 28. Oktober 1832 ebenda) war ein deutscher Kupferstecher, Historienmaler und Illustrator.

## Leben
Ludwig Wolf nahm 1782 an der Zeichenklasse der Akademie in Berlin teil. Auf Wunsch seines Vaters begann er dann eine Lehre bei dem Bildhauer Antoine Tassaert. Nach dessen Tod im Jahr 1788 studierte Wolf bei Johann Wilhelm Meil an der Akademie in Berlin als Landschaftsmaler, reüssierte jedoch vor allem als Illustrator.
Zu den bevorzugten Motiven seiner Kupferstiche gehörten Figuren der Zeitgeschichte wie Friedrich der Große und Napoleon Bonaparte. Mehrere seiner Zeichnungen befinden sich im Besitz des Kupferstichkabinetts SMB in Berlin, so der Einzug Napoleons durch das Brandenburger Tor am 27. Oktober 1806 aus dem Jahr 1807, der Einzug der verbündeten Fürsten in Paris 1814 sowie der Einzug Friedrich Wilhelms des III. durch das Brandenburger Tor 1814. Die Stiftung Stadtmuseum Berlin besitzt eine lavierte Zeichnung, die Napoleon zu Pferd 1806 zeigt, sowie eine Radierung Friedrich Wilhelm Bollingers nach einer Zeichnung von Wolf, die den Titel Feierlicher Einzug Seiner Majestät des Königs von Preußen Friedrich Wilhelm III. in die Residenz Berlin am 23 December 1809 trägt.
Wolf fertigte zahlreiche Abbildungen von Berliner Stadtszenen, wobei er sich stark auf Stridbeck bezieht (1690er Ansichten). 1811 wurde er zum Mitglied der Akademie der Künste ernannt, deren Ausstellungen er bis zu seinem Tod regelmäßig beschickt. Das Deutsche Pferdemuseum besitzt eine Darstellung des Pferdes Condé vor den Bauten der späteren Tierärztlichen Hochschule in Berlin von Wolfs Hand.